# Coppa Atatürk
La Coppa Atatürk è stata una competizione calcistica turca di cui si sono svolte quattro edizioni, sotto l'egida della Federazione calcistica della Turchia.

## Storia
La prima edizione del torneo, il cui nome omaggiava Mustafa Kemal Atatürk, si tenne nel 1955, con la partecipazione di 5 squadre: Beşiktaş, Fenerbahçe, Galatasaray, Adalet e Vefaspor. La prima squadra a vincere la manifestazione fu l'Adalet. La seconda edizione del torneo si tenne nel 1963 e vide la vittoria del Fenerbahçe, mentre la terza edizione si tenne nel 1998, in occasione del sessantesimo anniversario della morte di Atatürk, con la partecipazione della compagine vincitrice della Coppa del Primo ministro e della vincitrice della Coppa del Presidente: a imporsi fu il Fenerbahçe, che batté per 2-0 il Beşiktaş. La quarta e ultima edizione del torneo si tenne nel 2000 ed equivalse de facto alla Supercoppa di Turchia, contrapponendo il Galatasaray, vincitore del campionato turco, e il Beşiktaş, piazzatosi secondo in campionato: a vincere fu il Beşiktaş per 2-1.

## Albo d'oro
| Anno | Vincitrice | Risultato | Secondo posto |
| ---- | ---------- | --------- | ------------- |
| 1955 | Adalet     | girone    | Fenerbahçe    |
| 1964 | Fenerbahçe | girone    | Galatasaray   |
| 1998 | Fenerbahçe | 2-0       | Beşiktaş      |
| 2000 | Beşiktaş   | 2-1       | Galatasaray   |

## Vittorie per squadra
| Club       | Titoli |
| ---------- | ------ |
| Fenerbahçe | 2      |
| Adalet     | 1      |
| Beşiktaş   | 1      |